# ГЕС Hochon 3
ГЕС Hochon 3 – гідроелектростанція у північно-східній частині Північної Кореї. Знаходячись між ГЕС Hochon 2 та ГЕС Hochon 4, входить до складу дериваційного каскаду, який використовує ресурс зі сточища річки Hochon, лівої притоки Ялуцзян (басейн Жовтого моря), перекинутий в долину річки  Namdaechon (впадає до Японського моря біля міста Танчхон).
Відпрацьований на станції Hochon 2 ресурс потрапляє до тунелю, котрий проходить під руслом Namdaechon і далі прямує в правобережному гірському масиві понад 12 км. На завершальному етапі після запобіжного балансувального резервуару по схилу гори прокладено кілька напірних водоводів, які прямують до розташованого за 0,2 км наземного машинного залу.
ГЕС Hochon 2 ввели в експлуатацію ще у 1943 році, в часи японського колоніального панування у Кореї (тому вона також відома під японською назвою Kyosen). Станція має потужність 57 МВт, що є найменшим показником серед чотирьох основних станцій каскаду загальною потужністю 335,4 МВт. 
Відпрацьована на Hochon 3 потрапляє до тунелю, який прямує понад 15 км до станції Hochon 4 (можливо відзначити, що загальна довжина дериваційних тунелів каскаду становить 94,6 км).
Починаючи з 1980 року на станціях каскаду Hochon впроваджене дистанційне керування.

## Корейська війна
Починаючи з червня 1952-го авіація ООН неодноразово піддавала бомбардуванням північнокорейські електростанції. Найбільш потужні удари прийшлись на кінець червня, при цьому в перший день операції, 23 числа, ГЕС Hochon 3 була атакована двома ескадрильями з борту авіаносця Princeton та кількома літаками авіаносця Bon Homme Richard. Наступного дня авіагрупа останнього повторно бомбардувала цю станцію.
У другій половині 1950-х років каскад Hochon пройшов через відбудову, під час якої первісно змонтоване тут японське обладнання замінили на постачене з Чехословаччини.